# Chef-du-Pont
Chef-du-Pont är en kommun i departementet Manche i regionen Normandie i norra Frankrike. Kommunen ligger i kantonen Sainte-Mère-Église som tillhör arrondissementet Cherbourg. År 2018 hade Chef-du-Pont 670 invånare.

## Befolkningsutveckling
Antalet invånare i kommunen Chef-du-Pont
| Referens: INSEE |